# Гарани (Бешенковичский район)
Гарани (бел. Гарані) — деревня в Бешенковичском районе Витебской области Беларуси. Входит в состав Улльского сельсовета.

## География
Деревня находится в центральной части Витебской области, к западу от реки Уллы, при автодорогах Н-2023, на расстоянии приблизительно 18 километров (по прямой) к северо-западу от городского посёлка Бешенковичи, административного центра района. Абсолютная высота — 139 метров над уровнем моря. Площадь населённого пункта — 0,0699 км².

## История
По состоянию на 1906 год, в деревне насчитывалось 9 дворов и проживало 64 человека (31 мужчина и 33 женщины). В административном отношении входила в состав Мартиновского сельского общества Мартиновской волости Лепельского уезда Витебской губернии.
До 2004 года Гарани входили в состав Сокоровского сельсовета.

## Население
По данным переписи 2019 года, в деревне проживал 1 человек.
| Год  | Население, человек |
| ---- | ------------------ |
| 1906 | 64                 |
| 2009 | ↘ 0                |
| 2019 | ↗ 1                |